# São Tomé och Príncipes fotbollsförbund
São Tomé och Príncipes fotbollsförbund, officiellt Federação Santomense de Futebol , är ett specialidrottsförbund som organiserar fotbollen i São Tomé och Príncipe.
Förbundet grundades 1975 och gick med i Caf 1986. De anslöt sig till Fifa år 1986. São Tomé och Príncipes fotbollsförbund har sitt huvudkontor i staden São Tomé.